# Hafen Heilbronn

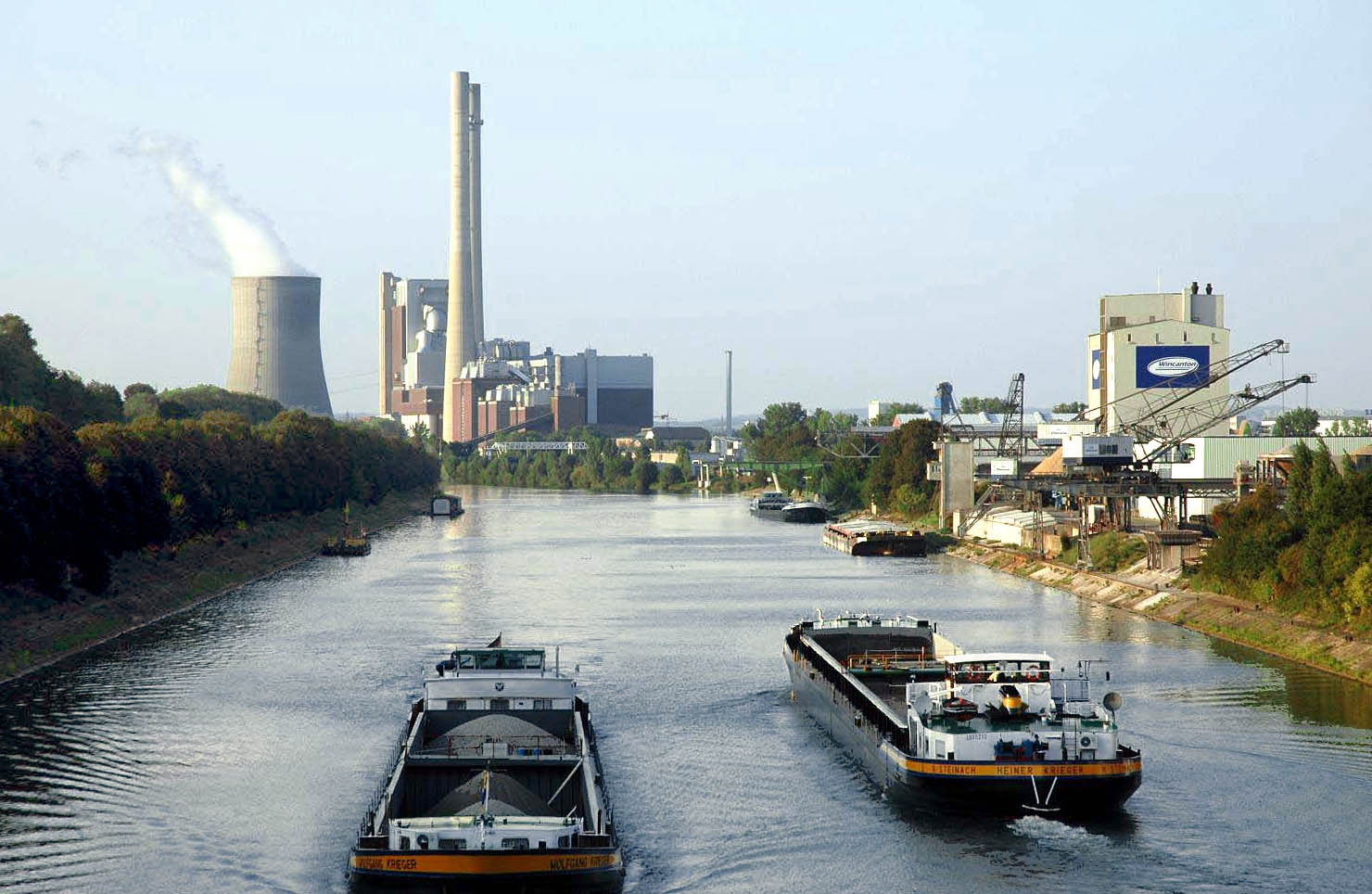
Der Heilbronner Kanalhafen

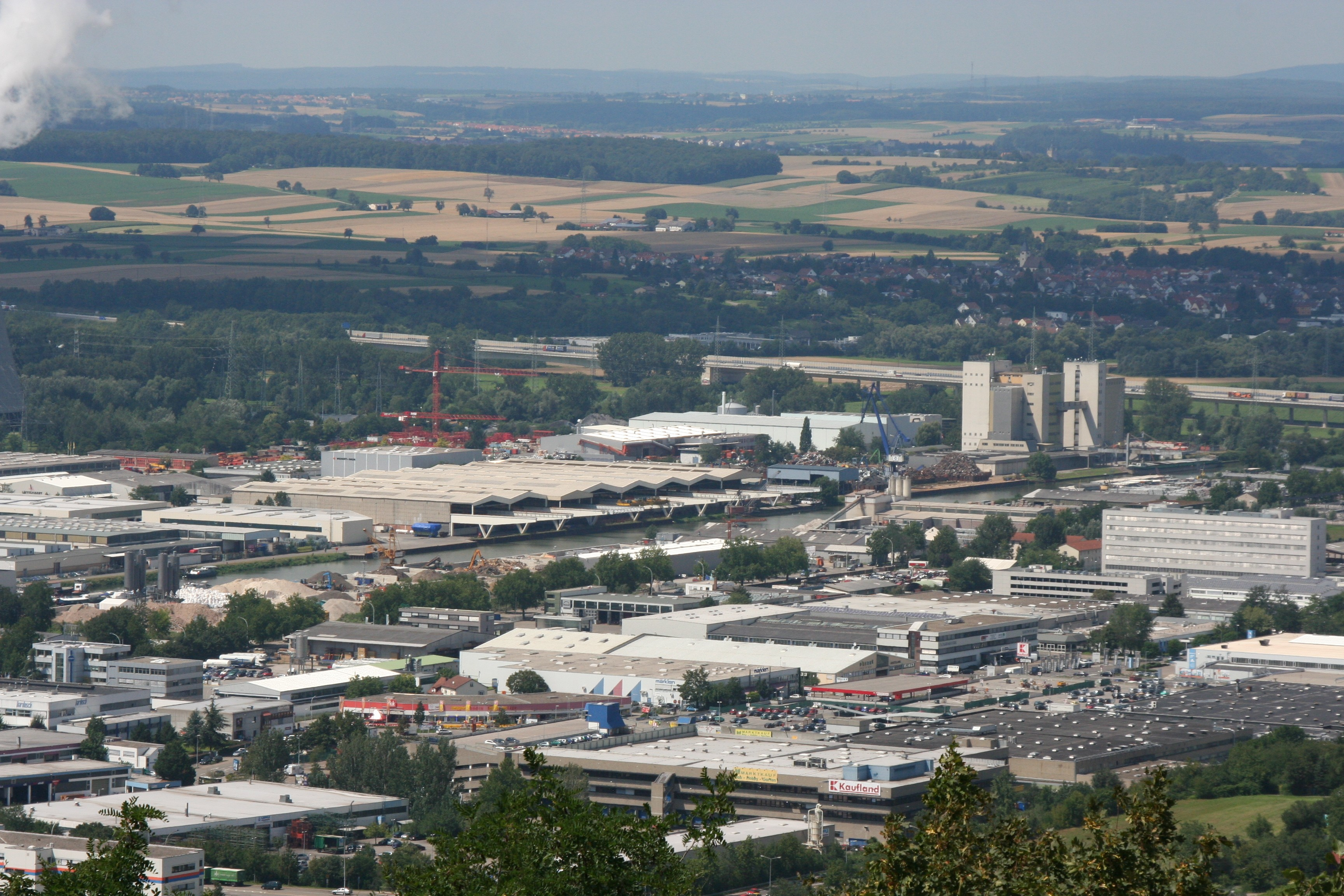
Der Osthafen

Der Hafen Heilbronn ist ein Binnenhafen in der Stadt Heilbronn am Neckar. Unter den Häfen am Neckar ist er mit einem Anteil von über 50 % des Umschlags am Fluss der wichtigste. Mit einem Umschlag von 3,98 Millionen Tonnen Gütern lag er 2010 auf Platz 7, 2011 auf Platz 8 der deutschen Binnenhäfen. Nur Häfen am Rhein hatten einen größeren Umsatz.
Der Hafen gehört der Stadt Heilbronn, Betriebsführerin ist die Heilbronner Versorgungs GmbH (HVG). Die Betriebsfläche von 78 Hektar, davon 27 Hektar Wasserfläche, und die Kailänge von 7,2 Kilometer verteilen sich auf den Kanalhafen am Neckarkanal, den Osthafen nahe der Stadtgrenze zu Neckarsulm, den Salzhafen beim Betriebsgelände der Südwestdeutschen Salzwerke und Anlagen am alten Neckar.
Die Heilbronner Industrie- und Hafenbahn bindet den Hafen und die angrenzenden Industriegebiete an das Schienennetz an. Der Hafen ist Ausgangs- bzw. Endpunkt einer ausgewiesenen Schwerlast- und Großraumtransportstrecke zwischen Heilbronn und Ravensburg. Ein Schwergutkai ermöglicht die Verladung von schweren Gütern mit Stückgewichten bis 350 Tonnen. Ein 2012 fertiggestelltes Containerterminal soll den Umschlag von jährlich 52.000 Containern möglich machen. Bisherige Hauptumschlagsgüter des Hafens sind mit weitem Abstand Salz aus dem Salzbergwerk der Südwestdeutschen Salzwerke und Kohle (für das Kraftwerk Heilbronn).

## Geschichte

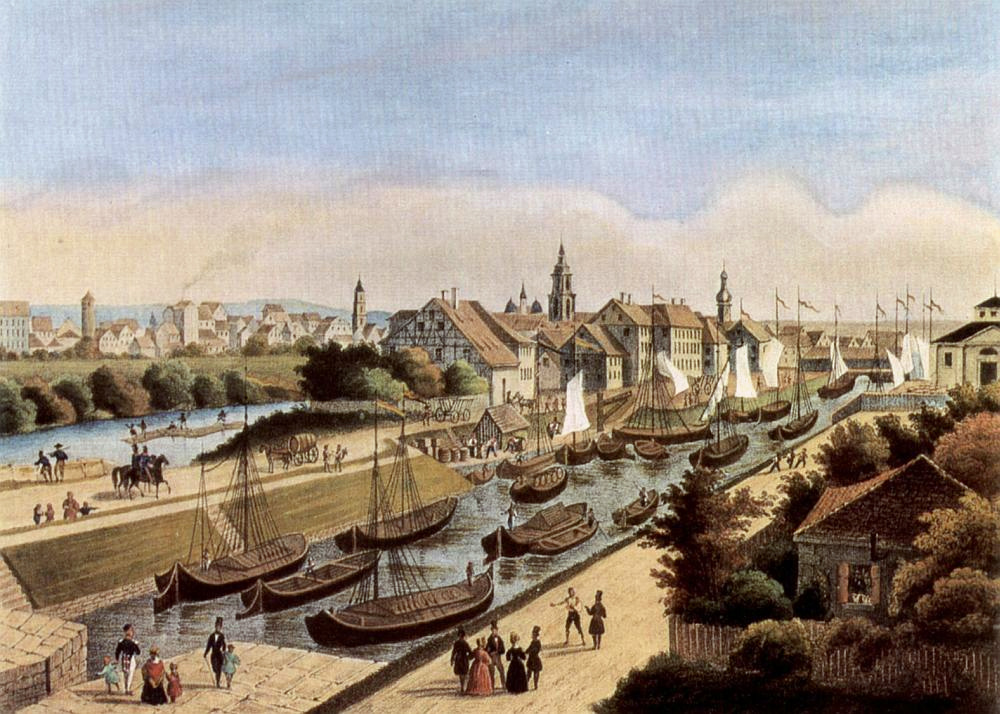
Der Wilhelmskanal um 1840

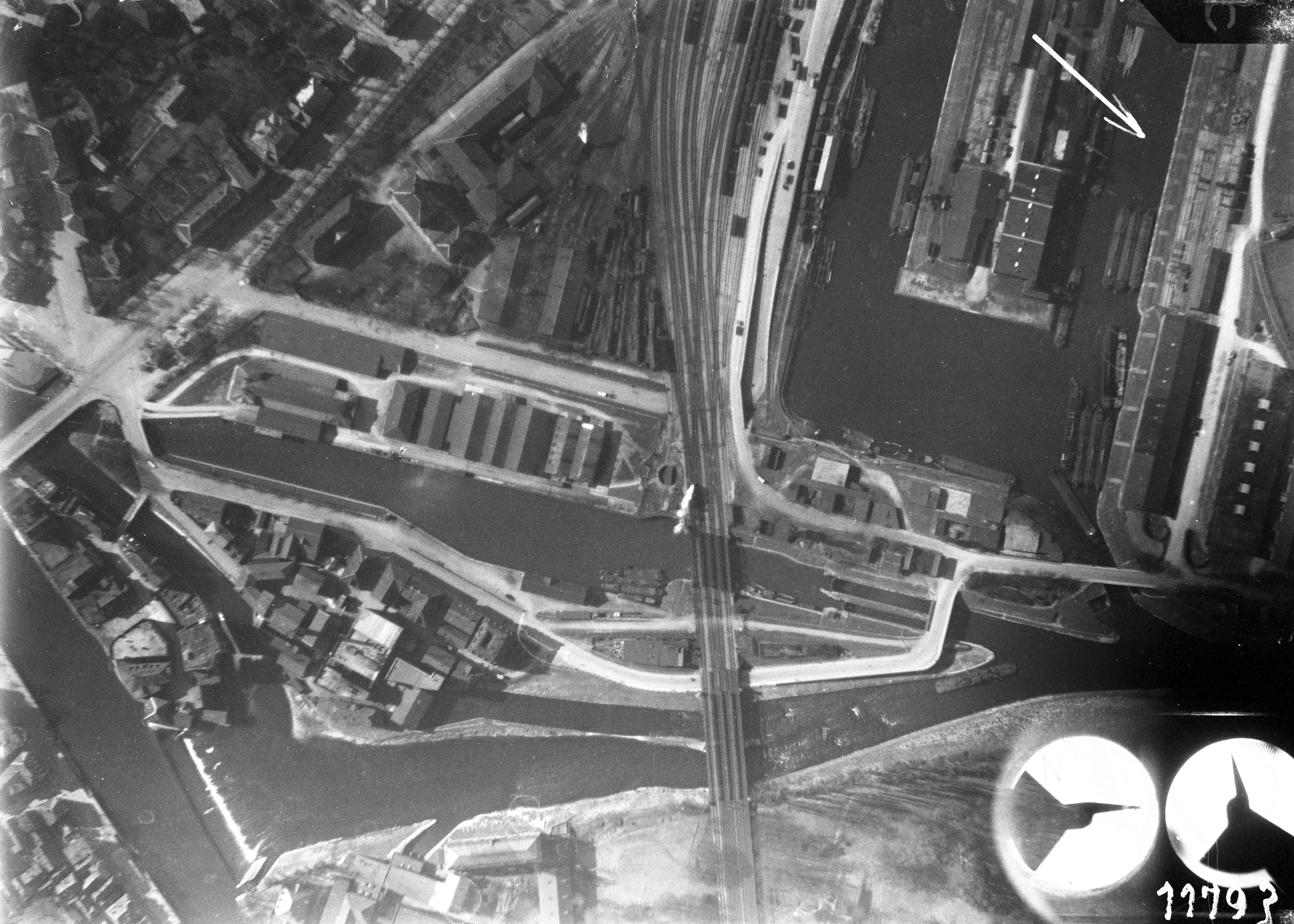
Luftbild eines Teils der Heilbronner Häfen im Jahr 1918. In der Bildmitte der Wilhelmskanal, rechts oben der Winterhafen

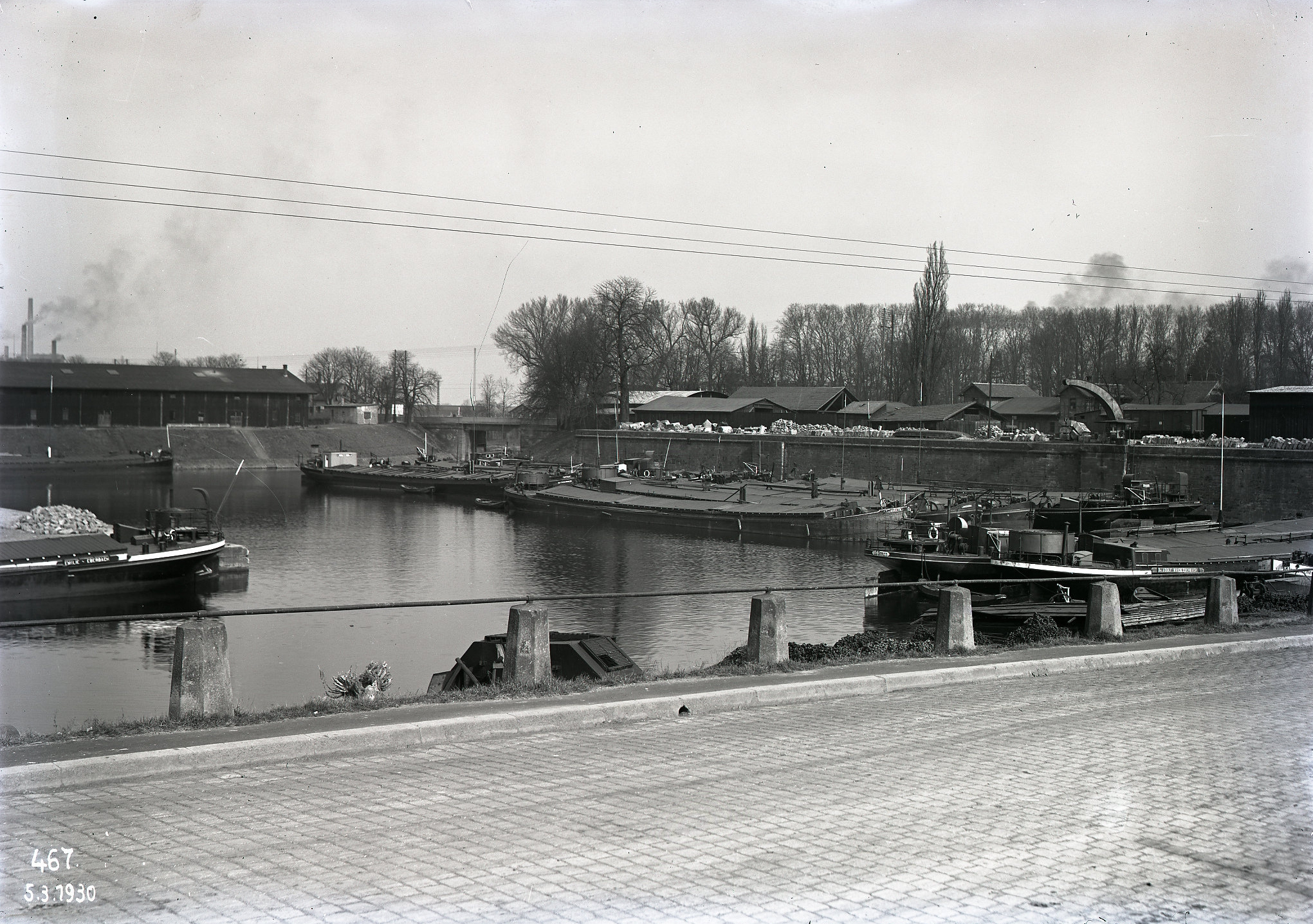
Der Winterhafen 1930

Die Heilbronner Häfen auf einem Luftbild von 1934. Der Karlshafen ist verschwunden, der Kanalhafen bereits angelegt

Der Neckar diente schon zu Zeiten der Römer als Schifffahrtsweg. Auch im 7. Jahrhundert ist eine Neckarschifffahrt durch Wasserzölle in Wimpfen und Ladenburg belegt, es ist anzunehmen, dass auch Heilbronn dabei eine Rolle spielte. Im Hirsauer Kodex ist für 1146 erstmals ein portus (Hafen oder Schiffslände) in Heilbronn belegt. Das Neckarprivileg von 1333 erlaubte der Reichsstadt Heilbronn, den Neckarhauptarm an ihre Stadtmauern zu verlegen und mit Wehren für Schiffe (nicht für Flöße) zu sperren, so dass die Neckarschifffahrt für Jahrhunderte in Heilbronn an den Schiffsanlegestellen zu beiden Seiten der Wehre endete und die Waren umgeladen werden mussten, was der Stadt durch ihr Stapelrecht beträchtliche Einnahmen verschaffte und den Hafen zu einem Knotenpunkt der Handelswege von den rheinischen Handelsplätzen und Frankfurt am Main nach Bayern, Franken und in die Balkanländer machte. Im 18. Jahrhundert entstand die Marktschiff-Verbindung von Heilbronn nach Frankfurt am Main, die durch eine kurpfälzische Faktorei abgewickelt wurde. Die daraus entstandenen Auseinandersetzungen zwischen Heilbronner Kaufleuten und kurpfälzischem Faktor wirkten sich negativ auf den Warenumschlag aus. Ein weiterer Rückgang des Umschlags resultierte aus den politischen Wirren nach der französischen Revolution, die dazu führten, dass der Warenverkehr nach dem Balkan auf die Mainroute auswich.
Erst nach der Mediatisierung der Reichsstädte und damit dem Übergang Heilbronns an Württemberg stellte der 1821 eröffnete Wilhelmskanal, der zugleich als Hafen diente, wieder die durchgängige Schiffbarkeit des Neckars her. Die Stadt Heilbronn verlor ihr Stapelrecht. Der Warenverkehr auf dem oberen Neckar entwickelte sich zunächst nur sehr zögerlich. Der aus vorgenannten Gründen befürchtete Umsatzrückgang wurde jedoch dadurch abgemildert, dass die im Zuge der beginnenden Industrialisierung sich zur Nutzung der Wasserkraft am Neckarufer niederlassenden Fabriken Rohstoffe und Fertigwaren über den Wasserweg bezogen, wodurch das gesunkene Handelsvolumen ausgeglichen wurde. Weitere dem Handelsplatz förderliche Umstände waren die Aufhebung des Umschlagszwangs in Mannheim (1827) und Mainz (1831) sowie der Wegfall von prohibitiven Wasserzöllen, wodurch insbesondere der Fernhandel mit Häfen in Rotterdam und Amsterdam florierte. Um das Handelsvolumen bewältigen zu können, wurde der Wilhelmskanal 1845 baulich erweitert. Durch die mit dem Bau der Nordbahn 1848 erfolgte Anbindung Heilbronns an das Schienennetz stieg der Güterumschlag in Heilbronn abermals stark an, und es wurden weitere Hafenkapazitäten nötig. 1855 entstand in der Nähe der Bahnanlagen westlich des Neckars der Winterhafen, der zugleich als Schutzhafen bei Eis und Hochwasser diente. Durch die Bahnanbindung nahm auch der Holzhandel einen großen Aufschwung. Große Mengen von Baumstämmen wurden per Bahn aus dem Schwarzwald nach Heilbronn transportiert, um dort zu Flößen zusammengestellt und weiter flussabwärts transportiert zu werden. Da die bestehenden Hafenflächen dafür nicht ausreichten, entstand in den 1850er-Jahren der Wunsch nach neuen Flächen, der 1875 durch den Bau des Floßhafens erfüllt wurde. Da dies noch nicht ausreichte, entstand 1888 der nach König Karl benannte Karlshafen als zweiter Floßhafen. Mit der Errichtung des Heilbronner Salzbergwerks entstand von Juni 1885 bis Februar 1886 in dessen Nähe zudem der ausschließlich zur Salzverladung gedachte Salzhafen.
Seit 1916 hatte der Südwestdeutsche Kanalverein unter Führung des Heilbronners Peter Bruckmann Pläne für eine Kanalisierung des Neckars im Rahmen einer Kanalverbindung zwischen Rhein und Donau erarbeitet. Mit Inkrafttreten der Weimarer Verfassung am 11. August 1919 wurde der Neckar eine Reichswasserstraße, und die Weimarer Nationalversammlung beschloss am 27. April 1920 seinen Ausbau von Mannheim bis Plochingen. Heilbronn plante neue, an den zukünftigen Kanal angepasste Häfen. Als Notstandsarbeit wurde 1922/23 der Industriehafen Ost angelegt, der heutige Osthafen nahe der Stadtgrenze zu Neckarsulm, der 1956 verlängert und 1967 um einen Schwergutumschlagplatz erweitert wurde. Ein geplantes paralleles Hafenbecken westlich davon wurde ebenso wenig verwirklicht wie ein nördlicher Unterer Hafen im Neckarbett bei der Bleichinsel und ein südlicher Oberer Hafen zwischen Wertwiesen und Knorrstraße. Der Kanalplaner Otto Konz schlug 1927 vor, stattdessen den neu zu erbauenden Neckarkanal zwischen Heilbronn und Böckingen selbst als Hafen zu benutzen. So wurde von 1931 bis 1935 der neue Kanalhafen errichtet, der nach seiner Eröffnung am 28. Juli 1935 bis auf den Salz- und Osthafen nach und nach alle früheren Häfen ersetzte. Der Karlshafen war schon 1931 im Zuge des Kanalbaus teilweise zugeschüttet worden, der Floßhafen wurde im Zeitraum 1931 bis 1934 zugeschüttet, die Zuschüttung des Winterhafens folgte 1951. Die Zuschüttung des Wilhelmskanals konnte abgewendet werden, er steht seit 1957 unter Denkmalschutz. Bis zur Inbetriebnahme des Stuttgarter Hafens 1958 im Zuge der Fortsetzung der Neckarkanalisierung nach dem Zweiten Weltkrieg blieb der Heilbronner Hafen der am weitesten flussaufwärts gelegene, mit modernen Schiffen erreichbare Neckarhafen.